# NGC 1534
NGC 1534 este o galaxie lenticulară situată în constelația Reticulul. A fost descoperită în 26 decembrie 1834 de către John Herschel. Se află la o distanță de 73,96 de megaparseci de Pământ.